# Petrus Westelius
Petrus Westelius, född 29 december 1708 i Karlskrona, Blekinge län, död 23 september 1783 i Östra Ryds församling, Östergötlands län, var en svensk präst.

## Biografi
Petrus Westelius föddes 1708 i Karlskrona. Han var son till kyrkoherden i Gamleby församling. Westelius studerade i Västervik och Linköping. Han blev höstterminen 1725 student vid Lunds universitet och medlem i Östgöta nation. Westelius promoverades 15 maj 1738 till filosofie magister och blev 1739 gymnasieadjunkt vid Katedralskolan, Linköping. År 1742 blev han konrektor vid Linköpings trivialskola, tillträde 1743 och prästvigdes 18 december 1743. Westelius blev 16 maj 1750 kyrkoherde i Östra Ryds församling, tillträde 1751 och blev 24 december 1761 prost. Han blev 26 november 1763 kontraktsprost i Skärkinds kontrakt. Westelius avled 1783 i Östra Ryds församling och begravdes av rektorn L.A. Planander, Söderköping.
Westelius var opponent vid prästmötet 1749 och blev teologie doktor 27 maj 1772. Ett porträtt av Westelius finns på Linköpings stiftsbibliotek.

### Familj
Westelius gifte sig första gången 1 juli 1744 med Juliana Catharina Stocke (1728–1753). Hon var dotter till hovrättskommissarien Daniel Stocke och Ingierd Christina Corvin på Halsnäs i Ramkvilla församling. De fick tillsammans barnen Christina Westelius (1745–1798) som var gift med komministern Nils Serzelin i Lidingö församling, arrendatorn Erik Kohlbeck på Lidingö och hattmakaren Johan Djurberg i Vadstena församling, Brita Westelius (1747–1793) som var gift med hospitalssysslomannen Carl Peter Björling i Vadstena och kronobokhållaren Eric Harlingsson i Vadstena, Ulrica Westelius som var gift med rektorn S. Meurnander i Vadstena, Anna Sophia Westelius som var gift med kyrkoherden Samuel Samuelsson i Linderås församling, Maria Westelius (1752–1752) och Juliana Westelius (1753–1753).
Westelius gifte sig andra gången 2 juli 1755 med Brita Elisabeth Kinborg (1720–1803). Hon var dotter till borgmästaren Johannes Kinberg och Maria Wetterling i Linköping. De fick tillsammans barnen kyrkoherden Hans Peter Westelius i Nykils församling och notarien Johan Gerhard Westell (1760–1831).